# Кабичкин, Иван Петрович
Иван Петрович Кабичкин — советский военный, государственный и политический деятель, генерал-майор.

## Биография
Родился в 1902 году в Шацком районе. Член КПСС с 1927 года.
С 1924 года — на военной службе, общественной и политической работе. В 1924—1951 гг. — на политической работе и командных должностях в РККА, участник советско-финляндской войны, военный комиссар 72-й стрелковой дивизии, заместитель начальника Подольского пехотного училища по политической части, военный комиссар 242-й стрелковой дивизии, военный комиссар 2-й Московской стрелковой дивизии народного ополчения/129-й стрелковой дивизии, член Военного совета 52-й армии
Умер в 1951 году.